# Ершова, Александра Петровна
Александра Петровна Ершова (род. 31 октября 1938, Москва) — российский театральный педагог-режиссёр, кандидат педагогических наук, специалист по социо-игровой педагогике, эффективно преобразующей классно-урочную форму обучения в живой увлекательный процесс научения и взаимообогащения.
Александра Петровна Ершова — одна из создателей и разработчиков социо-игровой педагогической технологии, режиссёр.

## Биография
Александра Петровна Ершова родилась 31 октября 1938 года и выросла в Москве, в семье Петра Михайловича и Александры Михайловны (урождённая Константинова) Ершовых.
Родители отца: Михаил Дмитриевич Ершов (последний губернатор города Воронеж) и Александра Алексеевна Ершова (урождённая Штевен).
Родители матери: отец — Михаил Николаевич Константинов, рязанский дворянин; мама Елизавета Фёдоровна Константинова (урождённая Дыханова).
Училась А. П. Ершова в 593 московской школе, которую закончила в 1956 году и поступила в педагогический институт им. Потемкина на физико-математический факультет (1956—1961).
С 1955 по 1962 занимается в Театральной студии «Спутник» под руководством отца П. М. Ершова Сыгранные в студии роли: Антигона (Софокл), Белые звезды (М. Волина), «Воскресенье в понедельник» (Дыховичный) в 1963-м году студия едет на гастроли по целине в Омскую область, в 1964 году в Петропавловской области.
В 1961—1965 работает учителем математики в Московской школе № 118 (7-10 классы) и классным руководителем 8 б класса.
В 1962 году выходит замуж за Игоря Сергеевича Иванова.
В 1969 году рождается сын Павел, в 1972 году — Степан.
С 1961 по 1965 годы учится на очно-заочном режиссёрском факультете в Щукинском училище, руководители курса Куленев В. И. и Паламешев А. М.
В 1972 году ставит дипломный спектакль «Сказки зимнего леса» в Курском драматическом театре.
С 1965 по 1968 год аспирант института художественного воспитания, защищается в 1968 году, диссертация не принимается комиссией ВАК (посчитали, что диссертация легкомысленная). В 1971 защита проходит успешно.
С 1971 по 1974 год работает во Владивостоке в Дальневосточном институте искусств руководителем актёрского курса (первый курс), преподавателем актёрского мастерства.
С 1974 по 2003 год научный сотрудник, а с 1993 — руководитель лаборатории театра в Институте художественного воспитания РАО.
1980-1982 годы - режиссер-педагог театрального класса при школе 600 города Москвы. Институт художественного воспитания РАО. Выпускники - актеры Марина Зудина и Роман Лавров, режиссер Михаил Юзовский и многие другие.                                                                                                                                                    2003—2009 — научный сотрудник Академии сельских школ.
С 1996 по 2006 год художественный руководитель Класс-театра «Режиссура как практическая психология».
С 1998 года Московская школа 875 становится экспериментальной площадкой ИХО РАО. Ершова А. П. работает с учителями 875 школы Карловой И. В., Зибровой М., Матвеевой Н. с 1998 по 2018 год.
С 2013 по 2018 научный руководитель прогимназии НОЧУ «Хорошевская школа» (Хорошкола).
С августа 2017 по настоящее время научный консультант начальной школы в ОАНО «Новая школа».
С 2002 года главный режиссёр-конструктор спектаклей в летней театральной академии «Артсия».

## Спектакли, поставленные А. П. Ершовой в «Класс-театр / режиссура как практическая психология»
- «Оглянись во гневе» (Д. Осборн) 1996
- «Мой бедный Марат» (А. С. Арбузов) 1997
- «Принцесса на горошине» (Г. Х. Андерсен)
- «Наш Чехов» (по пьесам А. П. Чехова)
- «Чеховщина» (по ранним рассказам А. П. Чехова)
- «Три сестры» А. П. Чехова (спектакль выезжал на гастроли в Санкт Петербург в 2005 году)
- «Бедная невеста» (А. Н. Островский)

## Научно-педагогическая деятельность
Александра Ершова посвятила свою жизнь не только популяризации трудов своего отца, П. М. Ершова, знакомству с его идеями как можно большего числа людей, включая тех, интересы которых далеки от театрального искусства — педагогов, учителей. Она стала одним из создателей и разработчиков (совместно с Е. Е. Шулешко, Л. К. Филякиной, В. М. Букатовым в середине 70-х годов прошлого столетия) социо-игровой педагогической технологии — востребованной сегодня педагогическим сообществом. Особую известность получили её книги «Уроки театра на уроках в школе», «Нескучная школа», а также, написанные в соавторстве с В. М. Букатовым «Я иду на урок. Хрестоматия игровых приемов обучения», «Актерская грамота — подросткам».
Много лет Александра Петровна проработала заведующей лабораторией театра Института Художественного образования РАО. Одновременно являлась Мастером актёрского курса Театральных мастерских при ИХО РАО (3 выпуска). Выпускники одного из курсов создали театр (1999—2007), «Класс-театр/режиссура как практическая психология», где Александра Петровна стала художественным руководителем и режиссёром. Один из самых знаменитых её спектаклей — «Три сестры» А. П. Чехова.
Кандидат педагогических наук, Александра Петровна многие годы была доцентом кафедры эстетического воспитания Московского Института открытого образования. Автор курсов для режиссёров-педагогов «Методика ведения театральных занятий в кружках, студиях, любительских театрах», «Урок театра в общеобразовательной школе»
Александра Петровна автор специального курса повышения квалификации для учителей: «Театральное мастерство в работе современного учителя». А. П. Ершова нашла уникальный способ преподавания учителям методики обучения как практической режиссуры. Многие учителя активно и успешно работающие сегодня в социо-игровой стилистике учились у Александры Петровны на курсах в Университете «Первое сентября».
Со дня открытия, в течение 5 лет была научным руководителей Хорошёвской прогимназии (Хорошкола), 15 лет (до 2018 года) опекала Московскую школу № 875, сейчас является научным руководителем Начальной школы Новой школы
В 1995 году книга «Режиссура урока, общения и поведения учителя», написанная в соавторстве с В. М. Букатовым и изданная Московским психолого-социальным институтом, была удостоена Дипломом II степени Министерства образования РФ по итогам конкурса среди книг по педагогике за 1995 год.
Четвёртое издание «Режиссуры урока, общения и поведения учителя» (переработанное и дополненное) на V Международном конкурсе «Университетская книга — 2010» было отмечено дипломом в номинации «Лучшее учебное издание по педагогическим наукам».
2018 год. Александра Петровна на собственною юбилее прочитала А. С. Пушкина (видео)

## Спектакли, сконструированные А. П. Ершовой в Летней театральной академии «Артсия»
- «Цыпленок Солнышко» — интерактивная сказка Татьяны Ярыгиной (2002)
- «Онежский Онегин» — роман А.С Пушкина «Евгений Онегин» (2003)
- Арт-проект «Я Вам пишу!» эпистолярное наследие России 18-19 в.в. (2005)
- «Поэзия и сцена. Поэзия и мы» — поэзия классическая и современная, отрывки из поэтической драматургии (2006)
- «О, житьё, житье…» — басни и пьеса «Урок дочкам» И. А. Крылова, Жития Святых (2007)
- «Путешествие с Шекспиром» — пьесы У. Шекспира (2009)
- «Случай с классиком» — рассказы А. П. Чехова и Мифы народов мира (2010)
- «Белеет парус одинокий…» — творчество М. Ю. Лермонтова (2015)
- Мудреные Мнимые Мутные Милые Мрачные Мстительные Мерцающие Мерзкие Мечущиеся Мычащие Маленькие Мировые Мечтательные Мусорные Мучающиеся Мятежные Могучие Молчаливые Мраморные Мистические ДУШИ, ИЛИ РУСЬ, КУДА Ж НЕСЁШЬСЯ ТЫ? — Произведения Н .В. Гоголя (2016)
- Безлепица «Действующие лица» — пьесы А.Н Островского (2018)[14]